# Harangi Mária
Harangi Mária (Pécs, 1975. november 15. –) magyar színházrendező, magyar-francia szakos bölcsész.

## Életpályája
Édesanyja dr. Koltai Mária – neurológus, pszichiáter, édesapja dr. Harangi Ferenc – gyermek- és bőrgyógyász. Általános iskolai tanulmányait a Pécsi Köztársaság Téri Általános Iskolában végezte, 1990–1994 között a pécsi Leőwey Klára Gimnázium tanulója, 1983–1994 között a helyi Liszt Ferenc Zeneiskola növendéke volt. 1994–2003 között az ELTE magyar-francia szakos hallgatója, közben 1994–1999 között az Eötvös József Collegium tagja volt. 1999-ben drámapedagógus-drámajátékvezető végzettséget szerzett.  
1999–2004 között a Színház- és Filmművészeti Egyetem színházrendező szakos hallgatója volt, Szinetár Miklós zenés szakirányú osztályában diplomázott.  Tanárai voltak: Petrovics Emil, Békés András, Ács János, Székely Gábor, Kerényi Miklós Gábor. Diplomarendezése a Millenáris Teátrumban bemutatott vígopera, Donizetti Rita című műve volt, szakdolgozatát „A zene fél siker” címmel a zene prózai és zenés színházi alkalmazásainak lehetőségeiről írta. 
Az Operaházban két, Szinetár Miklóssal végzett társrendezés (Hunyadi László, Rigoletto) után Gyöngyösi Levente A gólyakalifa című operájával debütált. A zenés színház több műfajában rendezett. Színpadra vitte a Gianni Schicchit vizsgaelőadásként, A trubadúrt (Szeged), a Székely fonót (Debrecen), a Három a kislányt (Veszprém), A sirályt (Mezzo Operaverseny és Fesztivál, New York), továbbá a HOPPart Társulattal rendhagyó Varázsfuvola-produkciót hozott létre Ascher Tamás, Novák Eszter és Selmeczi György alkotótársaként. 2020 őszén Gianpaolo Testoni Fantasio / Fortunio című egyfelvonásosait rendezte meg a MÁOH-Eiffel Műhelyház Bánffy-termében. 2016 májusától az Operaház játékmestere.
Klasszikus és a műfajt megújító musicaleket egyaránt rendezett: West Side Story, La Mancha lovagja (Eger), Ájlávjú – de jó vagy, légy más!, A mi utcánk – Avenue Q (Centrál Színház), Csoportterápia, Dögkeselyű (Madách Színház), Vadregény – Into the Woods (Pesti Magyar Színház), Bonnie és Clyde (Margitszigeti Szabadtéri Színpad), emellett a Padlást a tatabányai színház jubileumi nyitó előadásaként vitte színre. Első klasszikus operettjét, a Lili bárónőt 2009-ben rendezte meg Kecskeméten, majd 2010-ben a Mágnás Miskát Zalaegerszegen. Klasszikus dráma rendezései közül A vágy villamosát (2010) és a Zárt tárgyalást (2011) Székesfehérváron mutatták be. Rendszeresen készít báb-, illetve gyermekszínházi előadásokat is: Álom, álom, kitalálom; Szarvasok szövetsége (Veszprém), Világnak világa, Csillagvitéz – Kalandozások Ihajcsuhajdiában, Hideg szív, A holdbeli csónakos (Szombathely), A Hang-villa titka (Székesfehérvár), Pinocchio, avagy volt egyszer egy fadarab (Kolibri Színház). A Tovább is van… című előadását három évadon át játszotta nagy sikerrel a HOPPArt Társulat a Nemzeti Színházban.
2020-ban DLA fokozatot szerzett a Színház- és Filmművészeti Egyetem doktori iskolájában. Disszertációját a felsőfokú zenésszínház-rendező szakképzés lehetőségeiről írta. (Témavezetője: Ascher Tamás volt.)
A koronavírus járvány karantén időszaka alatt, 2020 május-júniusában online élő előadást rendezett a Madách Színház felkérésére Bernard Slade Jövőre, veled, ugyanitt című darabjából, műfajteremtő újításként a játszó színészek kezébe adva a közvetítő kamerát.
2022-ben a Madách Színház Film-Szín-Játék sorozatában filmet készített Szép Ernő Emberszag című munkaszolgálatos naplója és versszövegek felhasználásával, Gyabronka Józseffel a főszerepben.

### Magánélete
Férje Romvári Gergely rendező, díszlettervező. Három lány gyermek édesanyja.